# ウエストパック・エクスプレス
ウエストパック・エクスプレス（Westpac Express, HSV-4676）は、オースタル社が建造した双胴高速フェリーである。軍事海上輸送司令部（MSC）が傭船しており、主にアメリカ海兵隊、在日米軍などの輸送に使用されている。

## 概要
オーストラリアのオースタル社で2001年に建造された。ハルナンバーは130である。
2008年11月、オースタルUSAは統合高速輸送艦計画（JHSV）においてスピアヘッド級遠征高速輸送艦の建造を受注した。ウエストパック・エクスプレスの運用実績を踏まえた設計で、最大10隻を建造する。スピアヘッド級はアメリカ海軍、アメリカ海兵隊、アメリカ沿岸警備隊によって統合運用される予定である。

## 運用
本船はオースタル・ハル130チャータリング有限責任会社（Austal Hull 130 Chartering, LLC）が所有している。
2007年2月、軍事海上輸送司令部はオースタル・ハル130チャータリングと2011年9月までの4年間（1年間のオプションを含む）で13,395,944ドルの固定価格契約を結んだ。2011年12月、契約は更新され、2014年1月まで延長された。2014年10月、第3海兵遠征軍の極東地域での運用サポートのために契約が再度更新された。
2002年には、アメリカ太平洋軍の一員としてタイで行われたコブラゴールド2002に参加した。
2011年3月には、東日本大震災への米国の対応の一環（トモダチ作戦）として運用された。この際の活躍により表彰され、メダル（en:Merchant Marine Outstanding Achievement Medal）が授与された。横浜で軍事海上輸送司令部のマーク・H・バズビー海軍少将が乗船して式典が行われた。